# Danh sách chi của Noctuidae:M
Noctuidae là một họ bướm đêm lớn gồm rất nhiều chi:
A B C D E F G H I J K L M N O P Q R S T U V W X Y Z
| - Mabilleana - Macaldenia - Macapta - Macdunnoughia - Macella - Macellopis - Machaeropalpus - Macrhypena - Macristis - Macrocarsia - Macrochilo - Macrodes - Macronoctua - Macroprora - Madathisanotia - Madecathymia - Madegalatha - Madeuplexia - Madoce - Mafana - Magellana - Mageochaeta - Maghadena - Maguda - Magulaba - Magusa - Maguza - Maikona - Makapta - Malagonia - Malatrogia - Maliangia - Maliattha - Maltana - Mamerthes - Mamestra - Mammifrontia - Manbuta - Mandela - Manga - Manoblemma - Manruta - Marapana - Maraschia - Marasmalus - Marathyssa - Marca - Marcillada - Marcipa - Marcipalina - Marcipopsis - Mardara - Maresia - Mareura - Margana - Margasotis - Margelana - Margitesia - Margiza - Margizoides - Marilopteryx - Marimatha - Marmorinia - Marojala - Maronia - Maronis - Marsipiophora | - Marthama - Marzigetta - Masalia - Masca - Maschukia - Masebia - Masoga - Massaga - Massala - Massava - Mastigia - Mastigophorus - Mastiphanes - Mastixis - Mataeomera - Matarum - Mathura - Matigramma - Matiloxis - Matopo - Maxera - Maxia - Maxilua - Maxula - Mazacyla - Mazuca - Mecistoptera - Mecodina - Mecodinops - Mecodopsis - Mecynoptera - Mecyra - Medlerana - Megacephalomana - Megachyta - Megacronycta - Megaloctena - Megalodes - Megalographa - Megalonycta - Megaloptera - Meganephria - Meganyctycia - Megarhomba - Megasema - Megastopolia - Meghypena - Megistoclisma - Megonychiana - Meizoglossa - Mekrania - Melagramma - Melaleucantha - Melamera - Melanarta - Melanchra - Melanchroiopsis - Melanephia - Melanomma - Melanoplusia - Melapera - Melapia - Melaporphyria - Meliaba - Melicleptria - Melionica - Melipotis | - Mellinia - Menada - Menarsia - Mendozania - Menecina - Meneptera - Menopsimus - Mentaxya - Mepantadrea - Meranda - Meridyrias - Meristides - Meristis - Merolonche - Meropis - Meropleon - Mervia - Mesaegle - Mesapamea - Mesasteria - Mesembragrotis - Mesembreosa - Mesembreuxoa - Mesocopsis - Mesocrapex - Mesoeuxoa - Mesogenea - Mesogona - Mesoligia - Mesolomia - Mesophractias - Mesoplectra - Mesoplus - Mesorhynchaglaea - Mesoruza - Mesosciera - Mesotrosta - Mestleta - Metacala - Metacausta - Metachrostis - Metacinia - Metacullia - Metaegle - Metaemene - Metagarista - Metagnorisma - Metahadena - Metalectra - Metalepsis - Metallata - Metalopha - Metaphoenia - Metapioplasta - Metaplusia - Metaponpneumata - Metappana - Metaprionota - Metaprosphera - Metasada - Metasarca - Metatacha - Metaxaglaea - Metaxanthiella - Metaxyja - Metaxyllia | - Metecia - Meterana - Methorasa - Metina - Metlaouia - Metopiora - Metopistis - Metopoceras - Metopodicha - Metoponia - Metoponrhis - Metopoplacis - Metopoplus - Metoposcopa - Metopta - Metria - Meyrickella - Micardia - Michelliana - Michera - Micracontia - Micraeschus - Micragrotis - Micramma - Micrantha - Micranthops - Micrapatetis - Micrathetis - Micraxylia - Micreremites - Micriantha - Microcoelia - Microedma - Microhelia - Microlita - Micromania - Micromonodes - Microphaea - Microphisa - Microphta - Microplexia - Microraphe - Microrthosia - Microselene - Microsemyra - Microsyngrapha - Microxyla - Mictochroa - Mila - Militagrotis - Milyas - Mimachrostia - Mimanuga - Mimasura - Mimeugoa - Mimeusemia - Mimleucania - Mimobarathra - Mimophisma - Mimoruza - Minica - Miniodes - Miniophyllodes - Miniphila - Minofala - Minucia | - Miodera - Mionides - Miracavira - Miracopa - Miropalpa - Misa - Miselia - Mithila - Mitothemma - Mitrophrys - Mixomelia - Mnesipyrga - Mniopamea - Mniotype - Mocis - Mocrendes - Modunga - Moepa - Molopa - Molvena - Molybdonycta - Molynda - Momophana - Monima - Monobotodes - Monochroides - Monocondica - Monocymia - Monodes - Monogona - Monoptya - Monosca - Monostola - Monoxylena - Monticollia - Mopothila - Mormecia - Mormo - Mormonia - Mormoscopa - Morphopoliana - Morrisonia - Mosara - Mosopia - Motama - Motina - Mouralia - Moureia - Mudaria - Mulelocha - Multsotis - Murgisa - Mursa - Musothyma - Musurgina - Myalila - Myana - Mycterophora - Mycteroplus - Mydrodoxa - Myrtale - Mystomemia - Mystrocephala - Mythimna - Mythymima - Myxinia |